# Fundació Pere Tarrés
Fundació Pere Tarrés és una entitat sense ànim de lucre fundada el 1985 per l'arxidiòcesi de Barcelona que es dedica al treball en l'àmbit del lleure infantil i juvenil, amb uns camps d'actuació que es basen en el foment de l'educació en el lleure, la cultura, la vida associativa, l'animació sociocultural i l'educació social. Té un servei de colònies de vacances que gestiona la xarxa més gran de cases de colònies de Catalunya, amb 127 equipaments, i també 25 cases més fora del Principat i 9 terrenys d'acampada a Catalunya i les Illes Balears. També ofereix cursos de formació. L'entitat obtingué la Medalla d'Honor de Barcelona el 2009.
L'entitat edita la revista Educació Social. Revista d'Intervenció Socioeducativa, una publicació dedicada a l'àmbit de l'educació social. Fou fundada l'any 1995 coincidint amb la sortida de la primera promoció de diplomats en Educació Social de la universitat, i des d'aquell moment s'ha publicat sense interrupció, oferint articles en català i castellà.
L'Escola Universitària d'Educació Social Pere Tarrés es va fundar el 1992 per impartir el Grau en Educació Social, i partir del curs 1997/1998, és reconeguda com a Escola Universitària d'Educació Social Pere Tarrés de la Universitat Ramon Llull. L'any 2001, es va incorporar l'Escola Universitària de Treball Social impartint el Grau en Treball Social, que donava continuïtat a la primera escola de Treball Social de l'Estat espanyol, l'"Escuela de Asistencia Social Para la Mujer", que es va fundar el 1932, per integrar-se l'any 1978, a l'Institut Catòlic d'Estudis Socials de Barcelona (ICESB), amb el nom d'Escola d'Assistents Socials, conformant el 31 de gener de 2010 la Facultat d'Educació Social i Treball Social Pere Tarrés.